# Stadttheater am Brausenwerth

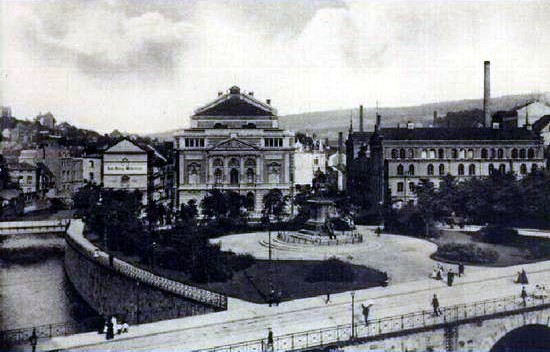
Der Brausenwerther Platz mit Kaiserdenkmal, Stadttheater (Mitte) und Schwimmanstalt (rechts), um 1895

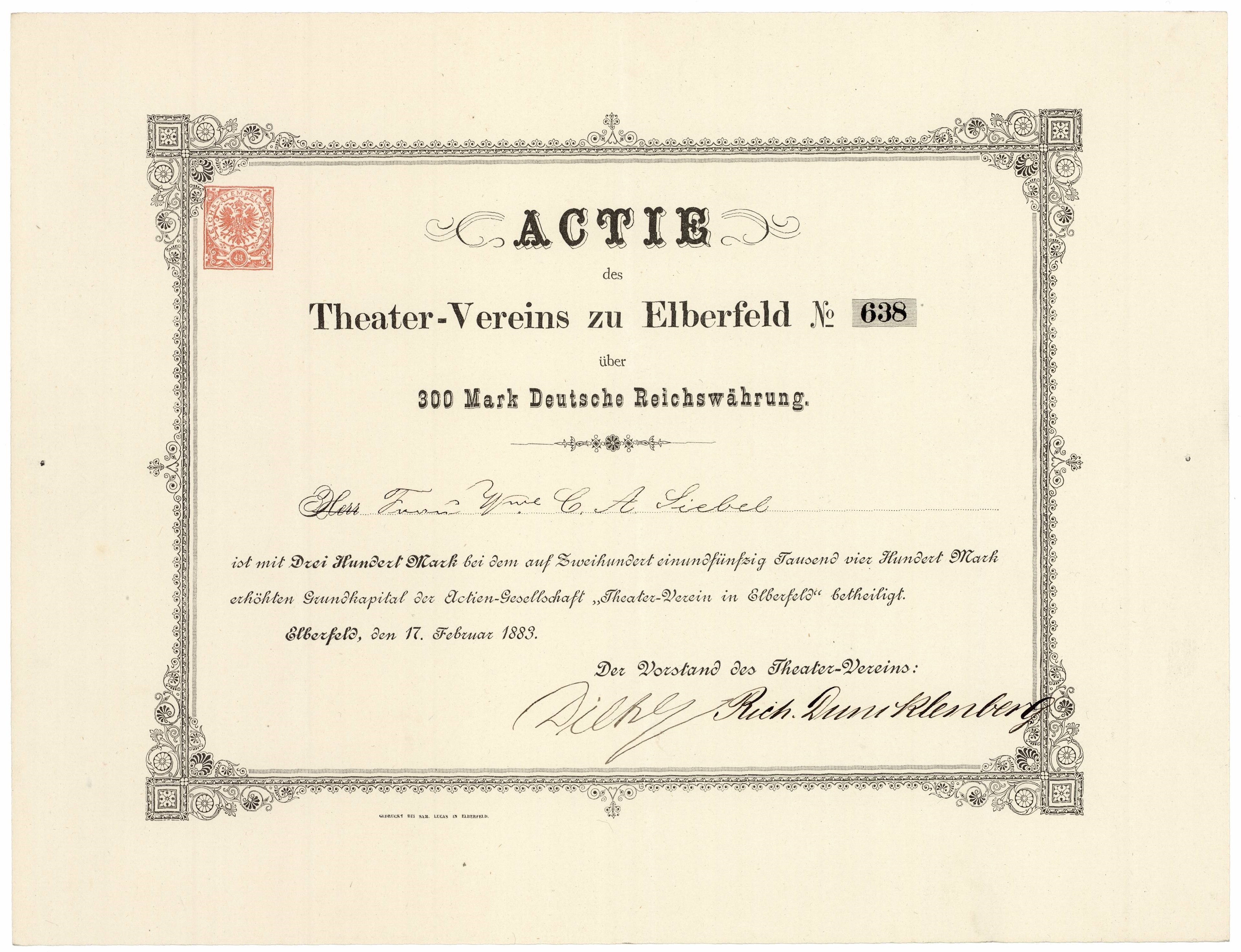
Aktie über 300 Mark des Theater-Vereins zu Elberfeld vom 17. Februar 1883

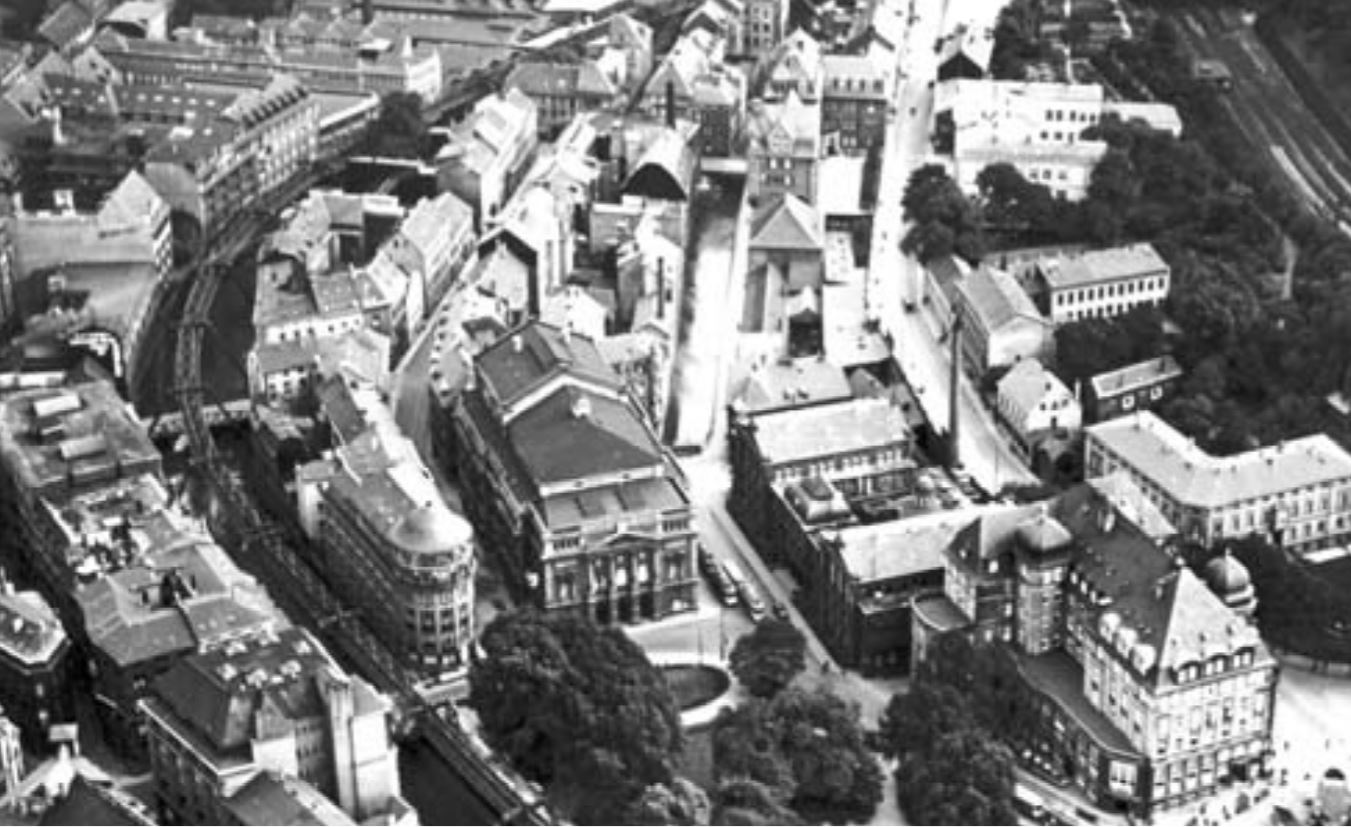
Brausenwerther Platz, Luftaufnahme von 1928. In der Mitte des Bildes ist das Theater zu erkennen.

Das Stadttheater am Brausenwerth war ein Theater, das von 1888 bis 1943 auf dem Brausenwerther Platz 2 in Elberfeld bestand (ab 1929 zu Wuppertal gehörend).

## Geschichte
Zwischen der Wupper und der Badeanstalt Brausenwerth wurde bis 1888 das Stadttheater am Brausenwerth errichtet. Die Baukosten betrugen ca. 700.000 Mark. Den Bauplatz hatte die Stadt Elberfeld kostenlos zur Verfügung gestellt und einen Baukostenzuschuss in Höhe von 150.000 Mark bewilligt. Der Vorhang und die malerische Ausschmückung stammten von Fritz Roeber.
Im gleichen Jahr wurde die Spielstätte mit einem allegorischen Festspiel des Elberfelder Dichters Friedrich Roeber eröffnet. Die Musik hatte der ebenfalls im Tal der Wupper als Dirigent und Komponist wirkende Julius Buths geschaffen. Am ersten Tag wurde neben Roebers Festspiel Johann Wolfgang von Goethes Iphigenie auf Tauris aufgeführt, dann folgten Ludwig van Beethovens Fidelio und am dritten Tag Gotthold Ephraim Lessings Minna von Barnhelm. Dem Theaterdirektor Ernst Gettke stand der aktive Theater-Verein zu Elberfeld zur Seite, der mit Unterstützung der Stadt Elberfeld die Voraussetzungen für den Bau des Hauses geschaffen hatte. Unter Gettke erhielt der Komponist Franz Lehár sein erstes Engagement.
Unter Richard Balder, Direktor des Theaters bis 1898, erlebte das Haus seine erste Blütezeit. Die Aufführungen von Werken Richard Wagners (Ring, Tristan, mit Bayreuther Gästen und Dirigenten wie Karl Panzner, Georg Richard Kruse oder Rudolf Krzyzanowski) erregten großes Aufsehen. Der Nachfolger Balders wurde Hans Gregor, der auch die Leitung des Barmer Stadttheaters übernahm. 1900 fanden die ersten Mozartfestspiele statt, 1901 wurde Hans Pfitzners Die Rose vom Liebesgarten hier uraufgeführt. Der Komponist Hans Knappertsbusch und der spätere Schauspieler am Wiener Burgtheater Ewald Balser, beide Elberfelder, begannen hier ihre Karriere. Das Engagement des Regisseurs Saladin Schmitt 1906 hielt nur eine Spielzeit lang.
Andere Künstler, die am Stadttheater am Brausenwerth Engagements hatten, waren (Auswahl):
- Clotilde Barth, Theaterschauspielerin, 1901
- Hans Basil, Theaterschauspieler und Opernsänger, 1895
- Felix Baumbach, Theaterschauspieler
- Elsa Bielitz, Theaterschauspielerin, 1997 (Antrittsrolle „Hermione“ in Wintermärchen)
- Fritz Birrenkoven, Opernsänger, von 1905 bis 1913
- Ernst Bornstedt, Theaterschauspieler, nach 1888
- Maria Bossenberger, Opernsängerin, von 1902 bis 1903
- Jella Braun-Fernwald, Opern- und Konzertsängerin, von 1922 bis 1924
- Jenny Broch, Opernsängerin und Theaterschauspielerin, 1900
- Gaston Demme, Theaterschauspieler, nach 1888 („Hermann“ in Haubenlerche)
- Theodora von Fiedler-Wurzbach, Theaterschauspielerin, vor oder im Jahr 1869
- Jacques Goldberg, Oberregisseur, von 1918 bis 1919
- Anny Konetzni, Opernsängerin, vor oder im Jahr 1929
- Vana Kovic, Theaterschauspielerin, 1900
- Ida Krzyzanowski-Doxat, Opernsängerin, 1890
- Ella Lachmann, Opernsängerin, 1891
- Franz Mikorey, Kapellmeister, von 1900 bis 1901
- Erich Ochs, Kapellmeister, von 1907 bis 1908
- Walter Rieß, Opernsänger, von 1920 bis 1921
- Max Ruhbeck, Schauspieler, nach 1888
- Otto Sauter-Sarto, Schauspieler, nach oder im Jahr 1908
- Josef Turnau, Heldentenor und Regisseur, 1918
- Hermann Hans Wetzler, Kapellmeister, von 1908 bis 1909[10]
- Julius Zarest, Opernsänger, um 1890

1917 übernahm die Stadt Elberfeld den Theaterbetrieb, am 1. Mai 1919 erfolgte die Zusammenlegung der beiden Stadttheater Elberfeld und Barmen. 1939 wurde das Theater geschlossen,
1943 wurde es mit seinen umstehenden Gebäuden bei dem Luftangriff auf Elberfeld zerstört, die Ruinen beseitigt und nicht wieder aufgebaut. An seiner Stelle durchquert heute die Bundesstraße 7 das Tal der Wupper.